# Rudowłosa (powieść Orhana Pamuka)
Rudowłosa (tur. Kırmızı Saçlı Kadın) – powieść wydana w 2016 roku tureckiego pisarza Orhana Pamuka, laureata Nagrody Nobla w dziedzinie literatury w 2006. Wielowarstwowa powieść psychologiczna o konsekwencjach puczu z 1980 roku, opowieść o trudnościach bycia jednostką w Turcji i tragedii kobiet w tym kraju.

## Fabuła
Historia ma swój początek w połowie lat osiemdziesiątych XX wieku w okolicach Stambułu. Chcąc zarobić na studia, nastoletni Cem zatrudnia się u mistrza Mahmuta, jako pomocnik przy kopaniu studni. W przerwach od pracy snują historie, które ukazują ich różne widzenie i pojmowanie świata. Mimo odmienności nawiązują więź, przypominającą relację ojcem a synem. Pojawienie się pięknej aktorki wędrownego teatru sprawia, że sytuacja ulega zmianie i dochodzi do tragedii. Czując się za nią odpowiedzialny, Cem ucieka do Stambułu. Minie wiele lat nim chłopak dowie się kim była uwodzicielka i czy to on był winien śmierci Mahmuta.
Rudowłosa łączy w sobie powieść rodzinną i płomienny romans. Pamuk korzysta z motywu antycznej tragedii, aby opowiedzieć dramat współczesny, konfrontując Wschód z Zachodem i odmalowując portret targanej skrajnościami Turcji. Wykorzystuje mit o Edypie oraz fragmenty tradycyjnego eposu tureckiego - Księgi królewskiej Ferdousiego, do przeanalizowania ojcowsko-synowskiej relacji, przefiltrowanej przez historię Turcji w czasach przewrotu wojskowego z lat 80. i lat późniejszych.